# Sarugerera
Sarugerera är ett vattendrag i Burundi.   Det ligger i provinsen Rutana, i den centrala delen av landet, 110 kilometer sydost om huvudstaden Bujumbura.
I omgivningarna runt Sarugerera växer huvudsakligen savannskog. Runt Sarugerera är det ganska tätbefolkat, med 80 invånare per kvadratkilometer.